# اپورکا
اپورکا (به مجاری: Áporka) یک منطقهٔ مسکونی در مجارستان است که در ناحیه راتس‌کوه واقع شده‌است. اپورکا ۱۷٫۴۷ کیلومتر مربع مساحت و ۱٬۱۴۲ نفر جمعیت دارد.